# 岡崎栄松 (経済学者)
岡崎 栄松（おかざき えいまつ、1930年7月16日 - 2001年7月24日）は、日本の経済学者。立命館大学教授を経て、同名誉教授。宇野学派のマルクス経済学者の一人。

## 経歴
- 1930年 香川県坂出市生まれ。
- 1953年 東京大学経済学部卒業、東京大学社会科学研究所入所。
- 1957年 立命館大学経済学部専任講師。
- 1959年 立命館大学経済学部助教授。
- 1968年 立命館大学経済学部教授。
- 1998年 立命館大学経済学部名誉教授。

## 著作
単著
- 『経済学の基礎理論――講義案』　玄文社、1959年、増補1968年
- 『資本論研究序説』　日本評論社、1968年
- 『資本論の研究』　日本評論社、1974年

共編著
- 『マルクス経済学体系辞典』　杉原四郎・古沢友吉共編　第三出版、1970年
- 『資本論を学ぶ』1-5　佐藤金三郎・降旗節雄・山口重克共編　有斐閣選書、1977年
- 『解説資本論』　松岡寛爾・深町郁彌共編　有斐閣新書、1979年